# Shanghai Sharks
Gli Shanghai Sharks sono una società cestistica avente sede a Shanghai, in Cina. Fondata nel 1996, gioca nel campionato cinese.

## Palmarès
- Campionati cinesi: 1

2002

## Allenatori
- Ian Hanavan 2018-2019